# Dennis Jenkins
 Dennis L. Jenkins (geboren um 1955 in den USA) ist ein US-amerikanischer Archäologe und Grabungsleiter an der Forschungsstation des Oregon State Museum of Anthropology/Museum of Natural und Cultural History der University of Oregon.

## Leben
Jenkins erwarb 1977 den Abschluss B.A. und 1981 den Master of Arts an der University of Nevada, Las Vegas. In den Jahren 1982 bis 1985 war er Ausgrabungsleiter am Fort Irwin Archaeological Project. Die dort in der Mojave-Wüste im Südosten von Kalifornien durchgeführten Arbeiten in den Schichten von Pleistozän und Holozän waren Basis seiner späteren Doktorarbeit.
1986 begann Jenkins mit seinen Arbeiten im Fort Rock Basin, einem Trockenmaar in Oregon. 1987 wurde er durch das Oregon State Museum of Anthropology angestellt. Gleichzeitig führte er für das Oregon Department of Transportation archäologische Untersuchungen durch. An der University of Oregon promovierte er im Jahre 1991.
Seit dem Jahre 2000 dient Jenkins auch als Chautauqua-lehrer und vermittelt der Bevölkerung Oregons die Techniken die bei der Erforschung der Wanderungsbewegungen der frühen Bewohner Amerikas eingesetzt werden.

## Forschungen
Jenkins’ Forschungen konzentrieren sich auf die Urbevölkerung Amerikas, speziell die Jäger und Sammler im Großen Becken in den Wüstenstaaten im Südwesten der USA. Seine Funde von Werkzeugen aus Obsidian und deren Altersbestimmung durch Rehydroxylierung brachten neue Erkenntnisse über die Bewohner des Beckens.
Jenkins nahm die Grabungen der Siedlungsschichten der Paisley-Höhlen im Lake County im Wüstenteil von Oregon wieder auf, wo schon Luther Sheeleigh Cressman grub. Die menschlichen Überreste aus den Grabungsfunden führten vier Jahre nach den Ausgrabungen mittels Radiokarbondatierung zu dem Ergebnis, dass hier die bisher ältesten auf diese Weise datierten menschlichen Überreste vorliegen. Der dänische Forscher Eske Willerslev benutzte in den Höhlen gefundene menschliche Koprolithen (Exkremente), deren mitochondriale DNA (mtDNA) mittels Massenspektrometrie untersucht wurden. Er kam zu dem Ergebnis, dass die Höhlenbewohner aus den Haplogruppen A2 und B2 stammten und am Lake Chewaucan 12.300 Karbonjahre vor heute (Before Present) lebten, also ca. 1.000 Jahre vor den Menschen aus der Clovis-Kultur.

## Veröffentlichungen (Auswahl)
- Doktorarbeit: Site Structure and Chronology of 37 Mojave and Pinto Assemblages from Two Large Multicomponent Sites in the Central Mojave Desert, Southern California
- Mitherausgeber: Archaeological Researches in the Northern Great Basin: Fort Rock Archaeology Since Cressman, University of Oregon Anthropological Papers No. 50, 1994
- ditto: Early and Middle Holocene Archaeology of the Northern Graet Basin, University of Oregon Anthropological Papers No. 62, 2004
- als Mitautor: Oregon Archeology. Oregon State University Press, Corvallis, Oregon, USA 2011, ISBN 978-0-87071-606-5.